# Evgheni Frolov
Evgheni Frolov (în rusă Евгений Фролов; n. 14 iunie 1941, Moscova, RSFS Rusă, URSS) este un boxer ce a reprezentat Uniunea Sovietică, medaliat olimpic. A participat la 2 ediții ale Jocurilor Olimpice (1964, 1968) în care a câștigat o medalie de argint.